# 新闻夜线
《新闻夜线》（英语：STV Nightly News，亦称News Night，2011年6月20日-2016年5月2日亦称News of 9:30 PM），是上海电视台新闻综合频道的晚间新闻节目，现时于北京时间每天21:30-22:27在该频道播出。该节目由SMG融媒体中心上视新闻中心制作。
《新闻夜线》是2007年1月1日在原《新闻晚报》和原《新闻夜线》的基础上重新整合而成的。原《新闻晚报》，原《新闻夜线》于2002年1月1日随着新闻综合频道开播而开播，而原《新闻晚报》及原《新闻夜线》的前身是1986年开播的《夜间新闻》。
《新闻夜线》栏目的理念是：正在发生的立即直播，备受关注的重点解读，热门新闻当事人请进演播室。
《新闻夜线》栏目的官方口号是“开启资讯大门，盘点全天新闻”。

## 历史

### 1986-2001年
1986年2月9日，上海电视台对新闻节目进行改版和扩容，开设《夜间新闻》节目，每日22:00播出，每期时长25分钟，选播当天《新闻报道》和中央电视台《新闻联播》的重要内容。

### 2002-2006年
2002年1月1日，随着上海电视台新闻综合频道的开播，原《夜间新闻》拆分成《新闻晚报》和《新闻夜线》两个新闻节目。其中：
- 《新闻晚报》主要报道本市和国内新闻，用说新闻的形式播报新闻[4]（与当时东视的《媒体大搜索》类似）。《新闻晚报》陆续由施琰、陈阁等主持，播出时间为每日21:00，每期时长30分钟[3]。
- 《新闻夜线》则侧重于国内重要新闻和国际新闻，大量选用国际新发生的重要事件作组合播报[4]。原《新闻夜线》陆续由欧阳夏丹、林牧茵、朱亚南等主持，播出时间为每日22:30，每期时长40分钟[3]。

### 2007年至今
2007年1月1日，由原《新闻晚报》和原《新闻夜线》重新整合而成的新版《新闻夜线》在新闻综合频道正式开播，开播时的第一任主播为何婕和夏磊。以此同时，《夜线约见》板块随着《新闻夜线》的重新整合而宣布开播，如今已经成为《新闻夜线》的知名板块。
据当时的媒体报道，初代新闻夜线包括“时政直通”“民生万象”“寰球纵览”“文体之窗”四个板块，后逐渐演变成“今日关注”“夜线约见”“城市发现”三大部分。（见“节目板块”段落）
2008年1月1日，《新闻夜线》的演播室背景微调，采用的是上海全景局部景象。
2009年1月1日，《新闻夜线》开始在直播过程中出现下方跑马。
2010年3月1日，为配合上海世博会的开幕，《新闻夜线》更换片头，此片头一直沿用至2011年6月19日。同年12月，《新闻夜线》节目包装微调，此包装使用至2011年6月19日。
2011年6月20日，《新闻夜线》再次更换片头与节目包装，2013年12月22日实现片头高清化。此套包装在整合后的《新闻夜线》中使用时间最长（至2016年5月2日）。
2014年4月8日，《新闻夜线》再次改版，除“夜线约见”之外的板块全部消失，新增了“夜线封面”“夜线关注”“城事搜索”“夜线角色”“天下搜索”等板块。同时男女主播的座位位置亦有调整。
2015年5月4日，配合《新闻夜线》原演播室改造成"魔都之眼"新闻演播室的需要，该节目改在虚拟演播室播出。
2016年5月3日起，《新闻夜线》迁入“魔都之眼”新闻演播室，同时启用以上海名胜建筑半实境效果为主题的新开场片段（在此依次为陆家嘴行人天桥、汇丰银行大楼、上海中心、东方明珠电视塔（上海中心观景台角度）及上视大厦）。
2022年8月29日，《新闻夜线》迁入新S2演播室，并于当日启用全新的节目包装及增强现实技术。

## 节目版块

### 最初整合时的新闻夜线板块设置

#### 时政直通
- 每天发生的时政要闻，政经、社会、文体不限，以上海本地的大事件为主。
- 全面报道，深入分析，采取新闻事实、新闻背景、新闻延伸、新闻调查、嘉宾评论、直播连线等多种形式，搜尽新闻汤料，做组合报道。

#### 民生万象
- 与市民生活密切相关的一些动态消息，以及体现人与人之间真情的社会故事，为观众提供新鲜、实用的服务资讯。
- 体现“新闻约见”的特点，请新闻的当事人、目击者、报料者、采访记者、熟知内情的官员、专家等进新闻录制现场，谈感受、说细节，释疑问。（此部分后来演变成现在的“夜线约见”）

#### 寰球纵览
- 网罗报道国际政局以及经济、社会、文化、科技方面的重要新闻。
- 连续报道国际上广泛关注的热点事件，注重内容的深度展开，在背景透视和缜密分析中体现独到的观点。

#### 文体之窗
- 主要报道大众关注的体育赛事赛况以及重要的演出、晚会、电影首映等消息。
- 着力体现大文化特点，深入挖掘城市文化内涵，弘扬海派文化。

### 2007-2014年的主要板块

#### 今日关注
“今日关注”关注当天最瞩目的一到两条动态新闻。展开深度报道，通过组合、链接、分析、直播、访谈等丰富手段，对重点新闻深度解析。今日关注还是一个大新闻平台，节目一逢大事，常常开出专门窗口，展开大篇幅报道。

#### 夜线约见
每天请一位当天热点新闻的当事人走进直播室。区别于其他访谈节目，“夜线约见”坚持约当天新闻，坚持约当事人。谈话追求一问一答的“采访式”，节奏明快信息量大，直播呈现采访的魅力，将热点新闻引向纵深。新闻五要素的人物要素，被深度开掘。

#### 城市发现（后停播）
《城市发现》是文化类新闻的新尝试，节目立意：发现一个您可能错过的上海。通过对历史文化遗存的寻访，结合大量珍贵的历史音像资料，呈现今天，沟通过去，有着鲜明的上海文化特色。节目突出“发现”二字，以记者寻访的形式增强新闻性，有着浓郁的城市考古意味，体现保护城市文化的责任感。

#### 其他
主要包括“印象一周”“天下声音（天下现场）”“微天下”等。

### 现在的新闻夜线版块设置
- 时政要闻（主要播报中共上海市委及书记、上海市人民政府及市长当日活动的报道，如已在《新闻报道》播出则以简讯形式播出；如未在《新闻报道》播出则播出完整新闻片；如要播报中央时政要闻，则置于上海市领导消息之前播报；如当日无中共上海市委及书记、上海市人民政府及市长活动则不播出该环节）
- 夜线封面（主要播报当日重点新闻，一般选取一两则播报）
- 夜线关注（播报上海市、国内、国际的重大热点新闻事件深度报道）
- 夜线约见（聚焦热点新闻话题，并邀请新闻事件当事人、有关专家进入直播间与主持人访谈，一般关注国内新闻，较少会关注国际新闻；此外，该环节有时会在演播室外录制，主持人会在场外深度采访新闻事件当事人）
- 夜线角色（包括新闻人物、现场、声音等，一般仅播报国内、国际新闻）

如节目有特殊安排（例如台风天气等），该节目亦会对节目板块适当调整。

## 节目播放情况

### 现状
现时，上海电视台新闻综合频道于每日21:30播放这节新闻。此节新闻之前都会有第二日上海天气预报及生活指数。曾经在此节新闻之前亦有当日约见主持人主持的《今夜抢先看》，惟因2018年新闻综合频道改版，法治节目和《七分之一》延后到《新闻夜线》之前而取消。
通常，节目的第一部分为时政要闻（如果某领导人有活动）和“夜线封面”，第二部分为“夜线关注”和“夜线约见”，第三部分为“夜线角色”，节目完结后播出上海市空气质量实时监测数据、空气质量预报和国内、国际主要城市天气预报（包括上海天气预报）。
第一部分和第二部分之间，第二部分和第三部分之间，第三部分和结尾之间以广告分割。
节目完结时打出“主编”“责编”“主持人”“编辑”“导播”“导播助理”“视觉编辑”“制作”“技术”“技术监制”“监制”等名单。
逢春节、国庆节，《新闻夜线》的播放时间为21:30-22:00，且仅一人主持（通常无“夜线约见”板块）。2020年1月27日至2月2日期间，因2019冠状病毒病疫情，该节目播出时长延长至60分钟（即常规播出版本），主播更改为双人制，为节目开播以来于春节期间首度实施常规播出安排。
2021年1月1日，随着新闻综合频道的改版，本节目周一至周六的播出长度缩短至57分钟，周日节目的播出长度缩短至45分钟。2022年起，周日节目播出长度恢复至57分钟。
《新闻夜线》在新闻综合频道没有重播。
广播方面，《新闻夜线》曾经于2010年在上海交通广播播出过，后停播。
此外，看看新闻网和爱奇艺亦提供《新闻夜线》足本的网上重温。

### 节目调动

#### 常规调动
- 每年上海市政府记者招待会期间：本节新闻都会缩短时间，但是都是22:30结束。
- 自2017年起[a]：因转播中央广播电视总台春节联欢晚会，每年除夕夜该节新闻会暂停播映。

#### 特别调动
- 2011年9月11日（星期日）：由于直播9·11事件10周年特备节目，本节新闻暂停播映。
- 2014年6月6日（星期五）：由于直播诺曼底登陆70周年特备节目《最漫长的一天》，本节新闻暂停播映。
- 2016年9月15日（星期四）：由于报道天宫二号发射的消息，本节新闻缩短为25分钟，调整至21:05-21:30播映，并临时取消《今夜抢先看》。
- 2017年1月1日（星期日）：由于播出《夜线约见》十周年特别节目《十年之约》，本节新闻加长为75分钟，即延后至22:40结束。
- 2017年10月1日（星期日）：由于重播《还看今朝上海篇》，本节新闻缩短为45分钟，调整至21:45-22:30播映，并临时取消《今夜抢先看》。
- 2019年5月27日（星期一）：由于当日为上海解放70周年纪念日，本节新闻改为播出《夜线约见》特别节目《对话·1949》，取消《夜线封面》《夜线关注》《夜线角色》板块（但仍播出上海市领导人相关消息），中间插播的广告改为在节目之后播出。
- 2019年10月1日（星期二）：由于转播庆祝中华人民共和国成立70周年联欢活动，本节新闻缩短为52分钟，调整至21:38-22:30播映。
- 2020年4月4日（星期六）：由于中国大陆举行新型冠状病毒疫情期间殉职医护人员和因病离世者全国哀悼活动，本节新闻改为新闻综合频道与东方影视频道、五星体育频道、东方购物频道联播，且取消播出商业广告。
- 2021年7月1日（星期四，中国共产党成立100周年纪念日）：由于当日转播庆祝中国共产党成立100周年文艺演出《伟大征程》实况，本节新闻调整至22:15-23:15播映，且取消播出商业广告。
- 2021年7月25日（星期日）：由于当日强台风烟花袭击上海，本节目改为"共同守‘沪’，抗击烟花"直播特别报道，且与东方卫视并机直播，原时段之新闻暂停播映。
- 2022年3月27日（星期日）：因应2022年3月上海市2019冠状病毒病聚集性疫情的发展，需要插播上海新一轮核酸筛查工作动员会的新闻及重播《关于做好全市新一轮核酸筛查工作的通告》，本节目播出超时，节目长度扩至72分钟（直至22:42播出结束）。此后因疫情影响，加上频道暂时取消播出商业广告，本节目播出时间加长至60分钟，直至5月31日。
- 2022年11月30日-12月6日：因应江泽民逝世，本节目取消节目前的《明日天气》及节目后的上海市空气质量实时监测数据、空气质量预报和国内、国际主要城市天气预报（包括上海天气预报），且取消播出商业广告。另外在12月2日，因节目播出稿件《江泽民伟大光辉的一生》（引用央视《新闻联播》画面），本节目播出超时，节目长度扩至75分钟（直至22:45播出结束）。

## 主持人

### 概况
整合后的《新闻夜线》每期节目由一男一女两位主播负责（逢国庆节和春节期间为一位主播）。现职主播为：
- 男：臧熹、王兆阳。
- 女：林牧茵（播音指导）、朱亚南。

此外，该节目主要代班主播为徐惟杰、陶淳、赵雅楠、刘逸轩、路灿洋和郭凯旋。
曾经常驻或代班《新闻夜线》的主播还有夏磊、杨逸歌、施琰、何婕、印海蓉、吴晓蕾、张译心、周瑜等。其中，夏磊在《新闻夜线》连续常驻时间最长（2007-2017年，共10年）。

### 常规主播异动
《新闻夜线》重新整合后的第一代主持人，除保留老版《新闻夜线》的林牧茵和朱亚南之外，还加入了《撞击》的何婕以及当时已证实离开东视的夏磊。不久之后，赵雅楠亦宣布加盟《新闻夜线》。
- 2009年1月，当时在《上海早晨》担任实习主播的张译心正式加入《新闻夜线》，2010年12月离职，重返《上海早晨》。

- 2010年3月，陶淳加入《新闻夜线》，直至该年年底离职重返《新闻透视》。

- 2011年1月，随着张译心、陶淳离开《新闻夜线》，他们的位置被朱亚南和臧熹接替。不久之后，赵雅楠意外怀上二胎，林牧茵亦接替赵雅楠，重返《新闻夜线》。

- 2013年1月，赵雅楠正式回归《新闻夜线》[d]，接替主持《午间新闻连连看》的朱亚南。

- 2014年1月，赵雅楠离开《新闻夜线》加盟《午间新闻连连看》，而周瑜正式接替赵雅楠成为《新闻夜线》固定主播至今[e]。

- 2017年12月，夏磊正式离开《新闻夜线》，结束了在《新闻夜线》长达10年的主播生涯，而他的位置在不久之后被《上海早晨》的王兆阳接替。

- 2021年，周瑜离开《新闻夜线》，朱亚南也由代班主播转为固定主播。
- 2023年7月22日，郭凯旋首次担任《新闻夜线》主播，但实际上为代班主播（翌日开始正式主持《新闻报道》成为该节目的固定主播）。

## 荣誉
- 2008年，《新闻夜线》入围第18届中国新闻奖复评名专栏奖。

- 2010年11月，《新闻夜线》荣获第19届上海新闻奖新闻名专栏奖（相当于一等奖）。

- 2012年11月，《夜线约见：不幸之中有暖流》荣获第22届中国新闻奖三等奖。

- 2016年11月，2015年8月13日《新闻夜线》荣获第26届中国新闻奖三等奖。

- 2017年11月，《新闻夜线》荣获第26届上海新闻奖新闻名专栏奖（相当于一等奖）。[7]

## 轶事
- 夏磊在主持《新闻夜线》期间，其在节目的结束语除了使用其他主持人通用的"祝您晚安"之外，亦使用"也祝上海晚安"的结束语，放在"祝您晚安"的前面。完整结束语为"祝您晚安，也祝上海晚安"。

- 2013年12月4日，《新闻夜线》在直播的过程中频繁发生意外。先是在"夜线约见"板块中，嘉宾椅子突然故障导致嘉宾人仰马翻。受此影响，在广告结束后，当班女主持人赵雅楠在播"珠算当选人类非物质文化遗产名录"的时候，口播失误，忍不住笑场，只得以"对不起"向观众道歉。[8]